# Little Walden
Little Walden – wieś w Anglii, w hrabstwie Essex, w dystrykcie Uttlesford. Leży około 3 mile (około 4,8 km) na północ od miasta Saffron Walden i 12 mil (około 19,3 km) na południe od Cambridge.

## Historia
W okolicach Little Walden znajdują się ślady osadnictwa z okresu rzymskiego, w tym fragmenty drogi rzymskiej w pobliżu Hall Farm. W Saffron Walden Museum można zobaczyć przedmioty pochodzące z pierwszego i drugiego wieku n.e., znalezione w tej okolicy. 
W czasie II wojny światowej, na północ od wsi, znajdowało się lotnisko RAF Little Walden, które zostało zamknięte w 1958 roku.

## Transport
Najbliższa stacja kolejowa znajduje się w mieście Great Chesterford

## Współczesność
Little Walden to spokojna wieś, znana ze swojego uroku i pięknych krajobrazów. W okolicy znajduje się kilka historycznych budowli, w tym St John's Church, będący świadectwem troski o duchowe dobro mieszkańców w przeszłości. 